# Gaza-strophe, Palestine

Gaza-strophe, Palestine est un documentaire français de Samir Abdallah et Khéridine Mabrouk sorti en France le 16 mars 2011.

## Synopsis
Au lendemain de l'opération Plomb durci les deux réalisateurs Samir Abdallah et Khéridine Mabrouk pénètrent dans la bande de Gaza, accompagnés de délégués palestiniens des Droits de l'homme. Ils font état de cette guerre au travers de témoignages de gazaouis.

## Fiche technique
Film documentaire de 95 minutes de Samir Abdallah et Khéridine Mabrouk, produit par IsKra et L'yeux ouverts, avec la participation de media groupe Palestine, mars 2011 (coproduction France/palestine)

## Distinctions
- Grand Prix France TV - Enjeux méditerranéens lors du 15e Festival international du documentaire et du reportage méditerranéen de Marseille ;
- Grand Prix du jury officiel, catégorie documentaire lors du 21eFestival international du film d'histoire de Pessac 2010 ;
- Prix du jury des jeunes journalistes, catégorie documentaire au 12eMedimed de Barcelone 2010 ;
- Prix Ahmed Attia pour le dialogue des cultures au 12eMedimed de Barcelone 2010 ;
- Prix El Ard lors du Al Ard Doc Film Festival de Cagliari